# 動物園駅 (愛知県犬山市)
動物園駅（どうぶつえんえき）は、かつて愛知県犬山市犬山にあった、名鉄モンキーパークモノレール線の駅。同線の終点である。

## 歴史
- 1962年（昭和37年）3月21日：開業。
- 2008年（平成20年）12月28日：モンキーパークモノレール線廃線により廃止。
- 2009年（平成21年）3月19日：MRM100形モノレール車両MRM101-MRM201を駅跡地に静態保存。

## 駅構造
単式ホーム1面1線の地上駅。当駅は日本モンキーパークの敷地内にあり、基本的には入・出場時に乗車券（運賃）の他に同施設の入場料金が必要であったが、改札内にあまり知られていない改札口も存在しており、モノレール線の利用だけの乗降も可能であった。しかし、一般道からはまるで秘境駅の様相であった。また、団体客向けにホームへ直接移動できる通路も設置されていた。
レストランカフェ「ジャングリラ」が駅舎の上層部に設置されていた。きっぷうりばは改札外にあり、日本モンキーパークから帰りにモノレールを利用する時に乗車券を発売していたが、一般道からモノレールを利用する時は改札内で発売していた。自動券売機はなかった。線路は当駅を出て数十メートル先まで続いていた留置線まで伸び、増結編成の留置および整備に利用されていた。

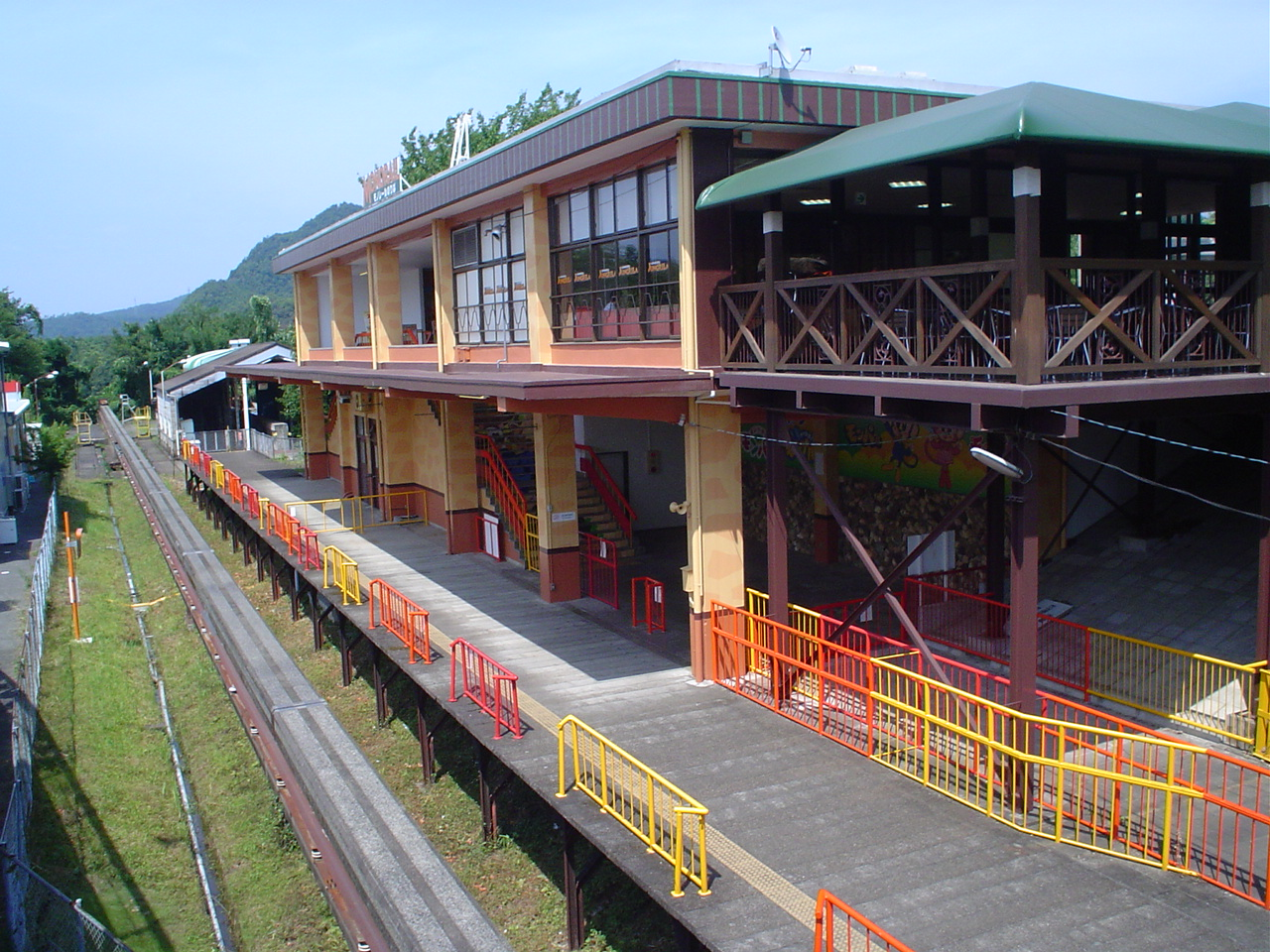
ホーム（2008年7月）
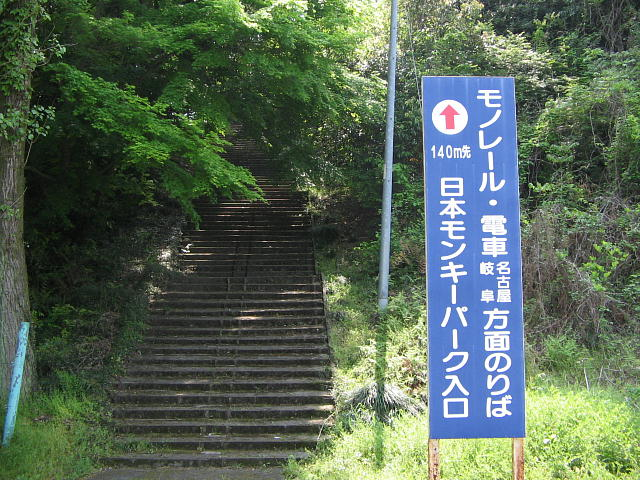
一般道から駅舎へ向かう入口（2008年4月）

## 利用状況
- 『名古屋鉄道百年史』によると1992年度当時の1日平均乗降人員は1,505人であり、この値は岐阜市内線均一運賃区間内各駅（岐阜市内線・田神線・美濃町線徹明町駅 - 琴塚駅間）を除く名鉄全駅（342駅）中192位、モノレール線（3駅）中2位であった[1]。

## 現在の状況

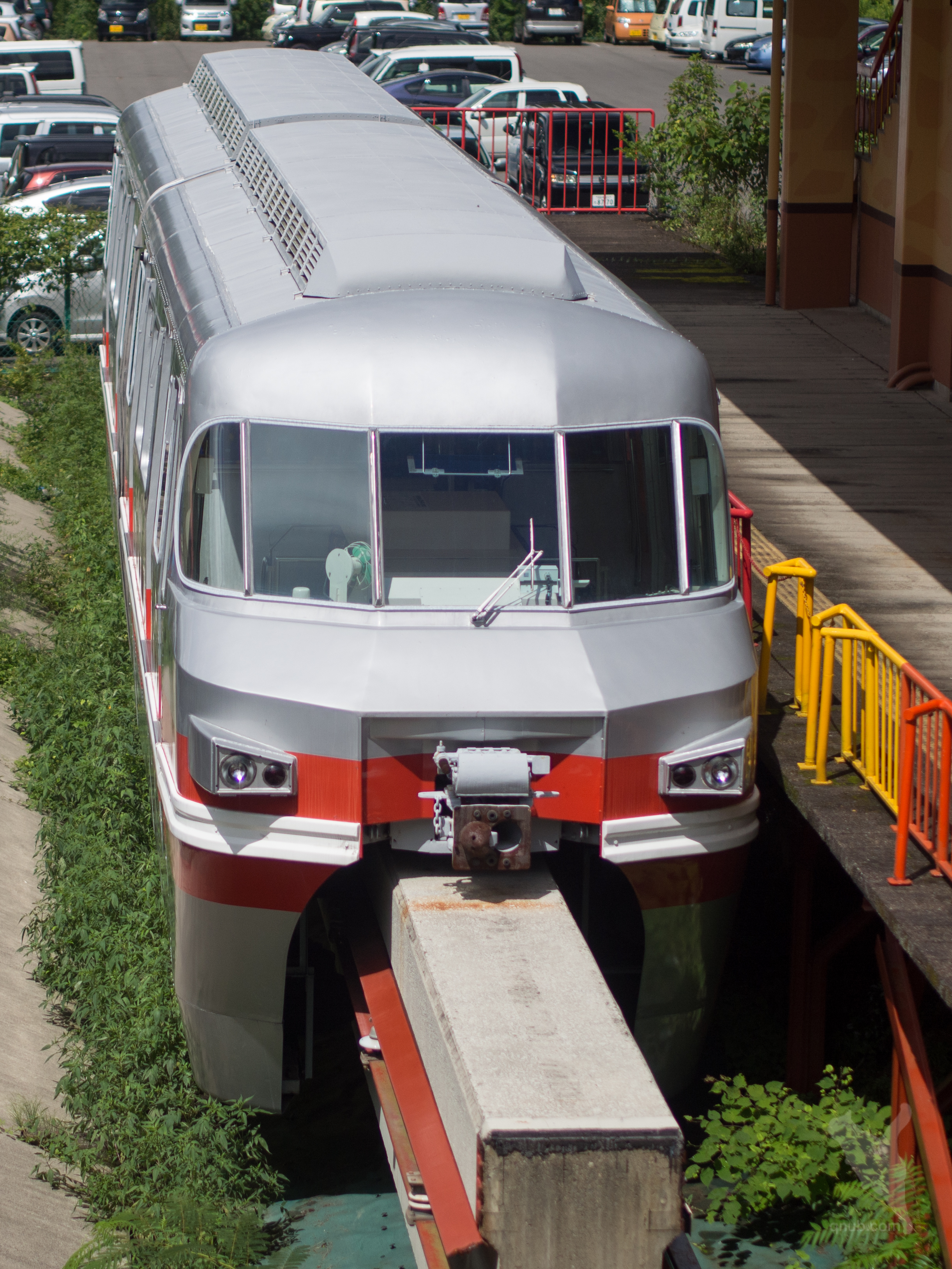
動物園駅で保存されるMRM101-MRM201（2012年8月）

駅跡はMRM100形モノレール車両MRM101-MRM201の静態保存場所として利用されている。
駅舎は2021年（令和3年）時点では現存し、レストランカフェ「ジャングリラ」は日本モンキーセンターのレストラン「楽猿」として営業されている。改札口及び待合所は日本モンキーセンターの倉庫になっている。
2014年（平成26年）4月に日本モンキーパークが遊園地（日本モンキーパーク）と動物園（日本モンキーセンター）に分離されたさい、旧動物園駅がその境界となり、遊園地と動物園の間（旧動物園駅南）には連絡ゲートが設置された。旧駅舎は日本モンキーセンター側にあるが保存車輛を見ることが出来ず、保存車輛は日本モンキーパーク側からしか見ることが出来ない。

## 駅周辺
- 日本モンキーパーク
- 日本モンキーセンター

## 隣の駅
名古屋鉄道
モンキーパークモノレール線
成田山駅 - 動物園駅